# Mario Degrassi (1919)
Mario Degrassi, spesso indicato come De Grassi (Livorno, 22 gennaio 1919 – Monfalcone, 19 febbraio 1999), è stato un calciatore italiano, di ruolo centrocampista.

## Carriera
Dal 1937 al 1943 vestì la maglia della Roma partecipando a 6 campionati di Serie A, compreso quello vittorioso del 1941-1942.

## Palmarès

### Competizioni nazionali
- Campionato italiano: 1

Roma: 1941-1942